# Velcí Ukrajinci
Velcí Ukrajinci, v originále Великі українці, byla televizní soutěž, kterou na základě licencovaného formátu BBC Greatest Britons (100 největších Britů) uspořádala v roce 2008 ukrajinská televizní stanice Inter. Hlasující měli hledat největší osobnost ukrajinských dějin. Vítězem se stal kyjevský kníže Jaroslav I. Moudrý.

## Výsledky
1. Jaroslav I. Moudrý
2. Mykola Amosov
3. Stepan Bandera
4. Taras Ševčenko
5. Bohdan Chmelnický
6. Valerij Lobanovskyj
7. Vjačeslav Čornovil
8. Hryhorij Skovoroda
9. Lesja Ukrajinka
10. Ivan Franko